# Terre Esterne
Le Terre Esterne (Outland) sono un mondo immaginario dell'universo di Warcraft creato da Blizzard Entertainment; sono ciò che resta del pianeta di Draenor, che fluttua nella Grande Oscurità. 

## Storia

### L'arrivo dei Draenei
Diverse migliaia di anni prima degli eventi di World of Warcraft i draenei, una fazione di eredar guidata da Velen in fuga dalla Legione Infuocata, trovò rifugio su un pianeta tranquillo che chiamarono "Draenor", cioè "Rifugio degli esiliati" nella loro lingua natia (gli abitanti indigeni del pianeta non avevano un nome per esso, così alla fine adottarono quello dei draenei). Draenor era abitato da diverse razze intelligenti, le più importanti delle quali erano gli orchi e gli ogre.

### La corruzione degli orchi
Gli orchi erano una popolazione pacifica, con una lunga tradizione sciamanica e amica dei draenei. La Legione però riuscì infine a trovare i draenei e Kil'jaeden, uno dei demoni più potenti, si interessò molto agli orchi. Manipolando alcuni orchi importanti, prima Ner'zhul e poi Gul'dan, Kil'jaeden riuscì a corrompere pressoché l'intera razza orca mutandola in una stirpe di violenti e sanguinari conquistatori. Così cambiati, gli orchi sterminarono i draenei, schiavizzarono gli ogre e trasformarono Draenor in un campo di battaglia. Per evitare che la neonata Orda si distruggesse da sé nella sua sete di sangue, Gul'dan e Medivh aprirono un Portale Oscuro per il mondo di Azeroth, per dare agli orchi nuovi nemici da sconfiggere.

### Nascita delle Terre Esterne
Dopo due guerre, l'Orda fu respinta dalle forze dell'Alleanza e costretta a battere in ritirata attraverso il Portale Oscuro, inseguita da una spedizione di forze dell'Alleanza. Lo sciamano Ner'zhul tentò di aprire diversi portali per permettere agli orchi di fuggire, ma la presenza di così tanti varchi dimensionali ruppe l'equilibrio del pianeta, causando un enorme cataclisma che lasciò solo alcuni frammenti contorti a vagare nella Distorsione Fatua. Ciò che restava del pianeta venne rinominato "Terre Esterne".

### L'arrivo di Illidan
Anche se il cataclisma provocato da Ner'zhul estirpò buona parte della vita dalle Terre Esterne, molti orchi, ogre, draenei e membri di altre razze sopravvissero. Un demone di nome Magtheridon raccolse gli orchi sopravvissuti e con essi prese il controllo delle Terre Esterne; usando i portali dimensionali rimanenti, fece arrivare orde di demoni dalla Distorsione Fatua per aiutarlo. Magtheridon venne sconfitto dal demone-elfo della notte Illidan Stormrage e dalle sue forze di naga, elfi del sangue e draenei Corrotti, e Illidan si impose come nuovo leader delle Terre Esterne.

### InWorld of Warcraft
Con la riapertura del Portale Oscuro in The Burning Crusade le forze della Nuova Orda e dell'Alleanza hanno fatto ritorno nelle Terre Esterne. Anche organizzazioni neutrali, come i druidi del Circolo Cenariano, hanno mandato spedizioni.

## Geografia
Prima del cataclisma che lo sconvolse, Draenor era un pianeta ricoperto da pianure verdeggianti e acquitrini. Era presente un mare, il Mare Divorante (Devouring Sea), corrispettivo del Grande Mare di Azeroth, che però è completamente scomparso dopo la trasformazione nelle Terre Esterne; curiosamente, la linea costiera è rimasta la stessa, ma adesso si "affaccia" sulla Distorsione Fatua anziché sull'acqua. Le Terre Esterne attuali sono composte da sette maggiori territori:

### Foresta di Terokk
La Foresta di Terokk (Terokkar Forest; il nome è preso da quello dell'omonimo dio arakkoa) è una foresta nel centro-sud delle Terre Esterne, confina ad est con la Valle di Torvaluna, ad ovest con Nagrand e a nord con le Paludi di Zangar e la Penisola del Fuoco Infernale. Nel nordovest si trova la città di Shattrath, un tempo città sacra dei draenei, ora maggior punto di ritrovo neutrale di tutte le Terre Esterne. Altri punti di interesse sono le Distese d'Ossa (Bone Wastes), una zona arida nel sud al cui centro di erge Auchindoun, ex città sacra dei draenei in rovina, e Skettis, capitale degli arakkoa.

#### Shattrath
Shattrath (Shattrath City), è una grande città situata nel nordovest della Foresta di Terokk, presso i confini con Nagrand e le Paludi di Zangar. Un tempo capitale della civiltà draenei sul pianeta, fu l'ultima città a cadere sotto l'assedio degli orchi. Venne ricostruita tempo dopo dai sopravvissuti della città, gli Aldor, e dai naaru guidati da A'dal. Alle forze della città si unirono poi gli elfi del sangue dei Veggenti, che costituiscono la fazione opposta agli Aldor a Shattrath. In The Burning Crusade, è divenuta il centro principale delle Terre Esterne, assolutamente neutrale rispetto ad Orda e Alleanza (come lo sarà poi Dalaran in Wrath of the Lich King), nonché rifugio per i profughi di guerra delle razze più disparate, aggregatisi in una terza fazione, la Città Bassa (Lower City).

### Landa Fatua
La Landa Fatua (Netherstorm, letteralmente "Tempesta del Nether") è un caotico ammasso di isole fluttuanti e sterili nella Distorsione Fatua, situato ad est delle Montagne Spinaguzza. Vi si trova Forte Tempesta (Tempest Keep), bastione degli elfi del sangue guidati dal principe Kael'thas Solealto, e la città neutrale dei goblin Area 52. Nella zona sono presenti anche alcune "ecosfere", zone rigogliose gestite dagli eterei.

### Montagne Spinaguzza
Le Montagne Spinaguzza (Blade's Edge Mountains, cioè "punta della lama", tradotti anche come Monti Blade's Edge) sono una catena montuosa situata a nord delle Paludi di Zangar e ad ovest della Landa Fatua. Sono caratterizzate da punte rocciose simili ad enormi spine che sporgono da tutte le pareti montuose. Sono abitate prevalentemente da ogre.

### Nagrand
Nagrand è un territorio pianeggiante e fertile, dimora di alcuni clan di ogre e dei Mag'har, gli orchi che non sono mai stati corrotti dai demoni. La locazione più importante è sicuramente Oshu'gun, una costruzione nel sudovest della regione. Nagrand confina a nord con le Paludi di Zangar e ad est con la Foresta di Terokk.
Nagrand in Orcish (lingua degli Orchi) significa "Land of Winds" ovvero "Terra dei Venti".

### Paludi di Zangar
Le Paludi di Zangar (Zangarmarsh) sono una regione acquitrinosa nel centro delle Terre Esterne, confinante a nord con le Montagne Spinaguzza, ad est con la Penisola del Fuoco Infernale e a sud con Nagrand e con la Foresta di Terokk. I naga di Dama Vashj si sono stabiliti nella zona, più precisamente dentro il Bacino degli Spiraguzza (Coilfang Reservoir).

### Penisola del Fuoco Infernale
La Penisola del Fuoco Infernale (Hellfire Peninsula; Hellfire significa "fuoco dell'inferno". È stato tradotto anche come Penisola Hellfire) è un luogo arido, abitato principalmente da orchi del caos e demoni. Fra i luoghi più importanti della zona ci sono il Portale Oscuro, nella punta orientale, la Cittadella del Fuoco Infernale, bastione degli orchi nonché prigione d Magtheridon al centro e il trono di Kazzak, comandante delle forze della Legione, nel nord. La Penisola del Fuoco Infernale confina ad ovest con le Paludi di Zangar e a sud-ovest con la Foresta di Terokk.

### Valle di Torvaluna
La Valle di Torvaluna (Shadowmoon Valley, letteralmente "Valle della Luna d'Ombra", dal nome dell'omonimo clan di orchi, tradotta anche come Valle di Shadowmoon) è una regione nel sudest delle Terre Esterne, situata ad est della Foresta di Terokk. Dal Tempio Nero (Black Temple), situato nella punta orientale della regione, Illidan controlla le Terre Esterne. Prima del cataclisma che sconvolse Draenor, nella regione si trovava anche l'enorme città di Fortress Shadowmoon, ora scomparsa.

## Razze di Draenor
- Arakkoa
- Demoni (un insieme di razze quasi tutte non native di Draenor)
- Draenei (razza non nativa di Draenor)
  - Corrotti
  - Perduti
- Elfi del sangue (razza non nativa di Draenor, giunti nelle Terre Esterne con l'esercito di Illidan)
- Eterei (razza non nativa)
- Gronn
  - Ogre (in gran parte migrati su Azeroth)
- Naaru (razza non nativa)
- Naga (razza non nativa di Draenor, giunti nelle Terre Esterne con l'esercito di Illidan)
- Orchi (in gran parte migrati su Azeroth)
  - Mag'har (nome degli ultimi clan di orchi mai contaminati dai demoni)
  - Orchi del Caos (buona parte degli orchi che sono rimasti su Draenor e che hanno giurato fedeltà ad altri demoni oltre a Mannoroth)
- Sporiani